# Zielony Mur Chiński
Zielony Mur Chiński (chiń. upr. 三北防护林; chiń. trad. 三北防護林; pinyin Sānběi Fánghùlín) – znany także jako "Wielki Zielony Mur Chiński" będzie serią sztucznie wyhodowanych pasów leśnych w Chińskiej Republice Ludowej, zaprojektowanych celem ograniczenia ekspansji pustyni Gobi. Zgodnie z planami projekt ma zostać dokończony około roku 2050, docelowa długość to 4500 km. 

## Wobec rozrostu pustyni Gobi
Każdego roku pustynia Gobi zwiększa swój obszar o 3600 km², zajmując miejsce użytków zielonych Chin. Burze piaskowe, których siła rokrocznie się wzmaga, pokrywają osadami eolicznymi 2000 km² żyznych gleb każdego roku. Powodują także rolnicze reperkusje w pobliskich państwach, jak Japonia, Korea Północna i Południowa.
Zielony Mur Chiński to długofalowy projekt rozpoczęty w 1978 roku, mający na celu izolowanie terenów pustynnych, spowalnianie lub powstrzymywanie pustynnienia oraz powiększenie powierzchni leśnej północnych Chin z 5 do 15 procent.

## Metodologia i przebieg prac
Ostatnia, czwarta faza projektu, rozpoczęta w 2003 roku, składa się z dwóch etapów: zasiewu roślin przy użyciu środków lotniczych, prowadzącego do pokrycia roślinnością szerokich połaci mało żyznego gruntu oraz zastosowania finansowych zachęt dla rolników sadzących drzewa i krzewy na jałowym terenie. Zaplanowane jest wprowadzenie wartego 1,2 mld dolarów programu nadzoru (łącznie z mapowaniem i bazą danych). "Ściana" będzie obejmowała pas roślin przystosowanych do suchych terenów, zasadzonych na planie szachownicy, którego celem będzie stabilizacja wydm. Obok roślinności wzniesione zostaną platformy żwirowe, powstrzymujące transport piasku i przyśpieszające tworzenie się próchnicy glebowej. Drzewa mają także służyć jako tarcze przeciw burzom pyłowym.

## Dotychczasowe wyniki
W 2009 roku powierzchnia leśna zajmowała 500 tys. km² (zwiększając odsetek z 12% do 18% całkowitej powierzchni Chin). Uczyniło to Zielony Mur największym sztucznym lasem na świecie. Jednakże, z zasadzonych 53 tys. hektarów wymarła czwarta część, a wiele z pozostałej części to drzewa karłowate, które nie są zdolne chronić gleby. Burze śnieżne w 2008 roku zniszczyły 10% nowo zasadzonego lasu, w wyniku czego Bank Światowy poradził Chinom, aby skoncentrowały się raczej na jakości, niż na ilości sadzonych gatunków.

## Problemy
Ciągle obecna w opinii publicznej jest debata na temat efektywności projektu. Jeśli drzewom uda się wykształcić systemy korzeniowe, mogą one pochłaniać znaczne ilości wód gruntowych, co okazałoby się niezmiernie problematyczne dla jałowych terenów północnych Chin. Badania prowadzone w Mingin (teren w północno-zachodnich Chinach) wykazały, że poziom wód gruntowych obniżył się od wprowadzenia projektu o 12-19 metrów.
Erozja gleb i nadmierne zasiewy powstrzymały uprawę roślin na wielu terenach włączonych do projektu. Przeludnienie Chin osłabiło glebę, czyniąc ją w znacznej mierze niezdatną do rolniczego zagospodarowania.
Ponadto, zasiew połaci szybkorosnących drzew zmniejsza bioróżnorodność zalesianych obszarów, czyniąc je nieodpowiednimi dla roślin i zwierząt normalnie bytujących w lasach tej strefy. "Chiny sadzą więcej drzew, niż cała reszta świata" - powiedział John McKinnon, odpowiedzialny za Europejsko-Chiński Program dla Bioróżnorodności (ECBP). Ale problemem jest to, że są to głównie uprawy monokulturowe. Ptaki nie chcą tam żyć. Brak różnorodności gatunkowej czyni drzewa bardziej narażonymi na choroby, czego przykładem była utrata 1 miliarda topoli w 2000 roku, co zniszczyło 20-letnie wysiłki sadzenia drzew.

## Powiązania z efektem cieplarnianym
Chińscy naukowcy twierdzą, że monokulturowe plantacje leśne bardziej efektywnie absorbują dwutlenek węgla, przyczyniając się do zmniejszenia efektu cieplarnianego, niż długo rosnące, naturalne lasy. Mimo że różnorodność jest mniejsza, drzewa mają rzekomo ograniczać emisję gazów cieplarnianych Chin.

## Krytyka
Powszechnie podawana w wątpliwość jest teza, że Zielony Mur jest właściwym rozwiązaniem dla problemu pustynnienia Chin. Gao Yuchuan, szef Wydziału Leśnego powiatu Jingbian w prowincji Shanxi, stwierdził, że "uprawy przez 10 lat nie są tak dobre jak roczne odłogowanie terenu", nawiązując do alternatywnej, nieinwazyjnej metody rekultywacyjnej, która polega na dwuletnim wyłączeniu zdegradowanej powierzchni z upraw, pozwalając w ten sposób gruntom na samodzielną regenerację. Jiang Gaoming, ekolog z Chińskiej Akademii Nauk i orędownik odłogowania terenów, powiedział, że "sadzenie drzew na jałowych i pół-jałowych terenach narusza zasady ekologii". Istnieje obawa, że uboga gleba nie jest w stanie wspierać masowego, wymuszonego wzrostu roślinności. Twierdzi się, że Chiny zbyt mało działań podejmują na polu socjalnym. Aby działania były skuteczne, zdaniem wielu rząd Chin powinien zachęcić finansowo rolników do redukcji pogłowia zwierząt i relokacji na inne, bardziej żyzne tereny.